# Sepulcro de Pozo Moro

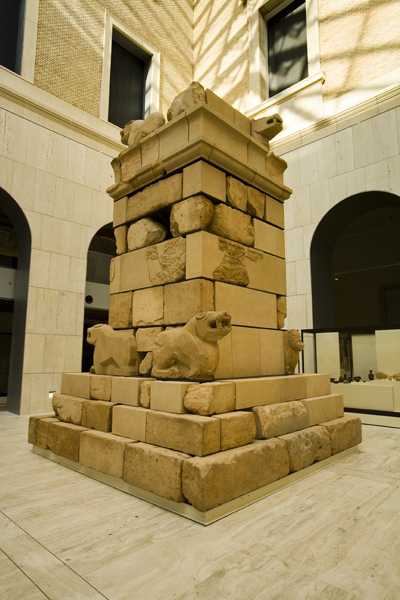
Sepulcro de Pozo Moro en el Museo Arqueológico Nacional de Madrid

El sepulcro de Pozo Moro es un monumento funerario turriforme de origen ibero datado hacia fines del siglo VI a. C., que fue encontrado en la población albaceteña de Chinchilla de Montearagón. Actualmente se encuentra en el Museo Arqueológico Nacional de España, en Madrid.

## Descripción
Tiene sus orígenes en sepulcros neohititas. Está construido en piedra con sillería isódoma. Posee un basamento de tres escalones, un relieve en las cuatro esquinas, un nuevo basamento, un segundo cuerpo, una fila de leones y termina en forma piramidal, que simboliza el máximo de energía que necesita el cuerpo para ir al más allá.
El sentido turriforme es el del árbol de la vida, uniendo la parte terrenal con la celeste. Es la referencia del hombre en la Tierra y en el más allá.

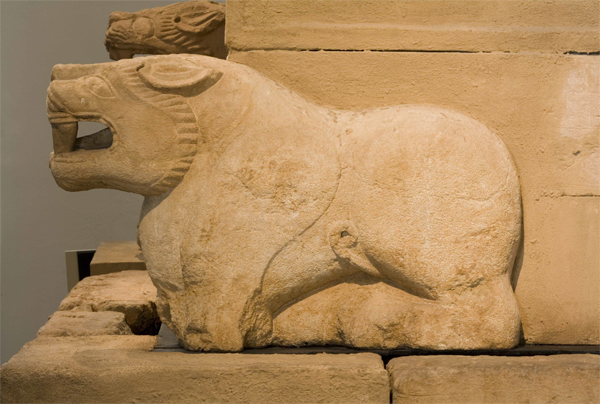
Uno de los leones

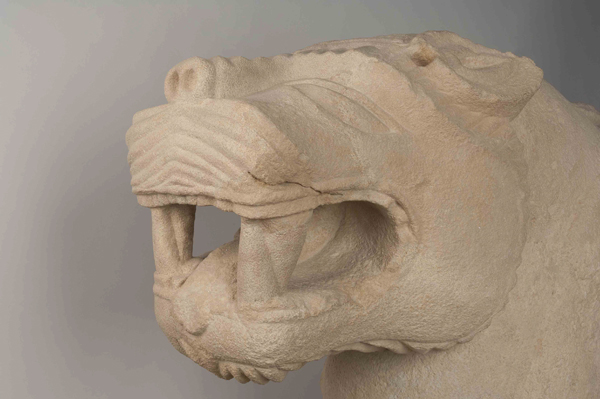
Detalle de uno de los leones

Los leones forman un bloque adosado al sepulcro. Aparece el león con las fauces abiertas. El león es un animal de signo positivo y carácter solar. Es un símbolo de protección que defiende el cuerpo y las cenizas. El referente es el toro alado del mundo mesopotámico. Al tener las fauces abiertas, el león tiene sentido de monstruo andrófago, que es el encargado de purificar las almas en los paraísos. En los relieves se dan unas iconografías según las caras:
- Una impresionante copa con un personaje dentro de ella. Representación de toros y plantas. Aquí se ve una representación de los trabajos de Hércules (o Heracles); se dan estos relieves porque el sepulcro estaría dedicado a un héroe ibérico y porque Hércules mediante sus trabajos salvó a la humanidad. Representa el trabajo de los bueyes, el de matar a la Hidra de Lerna. Aparecen representados los dioses mediante una persona sedente alada que mantiene en sus manos el árbol de la vida.
- Siguen apareciendo los trabajos de Heracles, con la representación de pájaros que vuelan sobre un árbol. Es el trabajo de matar a los Pájaros del lago Estínfalo. Aparece un jabalí bicéfalo y un gusano con cabeza humana, aquí se ha visto un cerdo ibérico como alusión al animal positivo que ayuda al difunto en la ida al más allá. El cerdo hunde su hocico en la tierra y de las entrañas de la tierra se alimenta de los gusanos que saca; se ve la defensa del alma. El gusano representa a la figura diabólica.

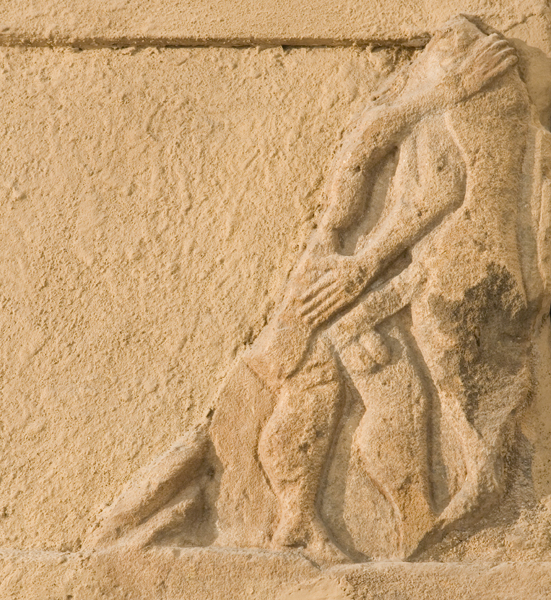
Relieve

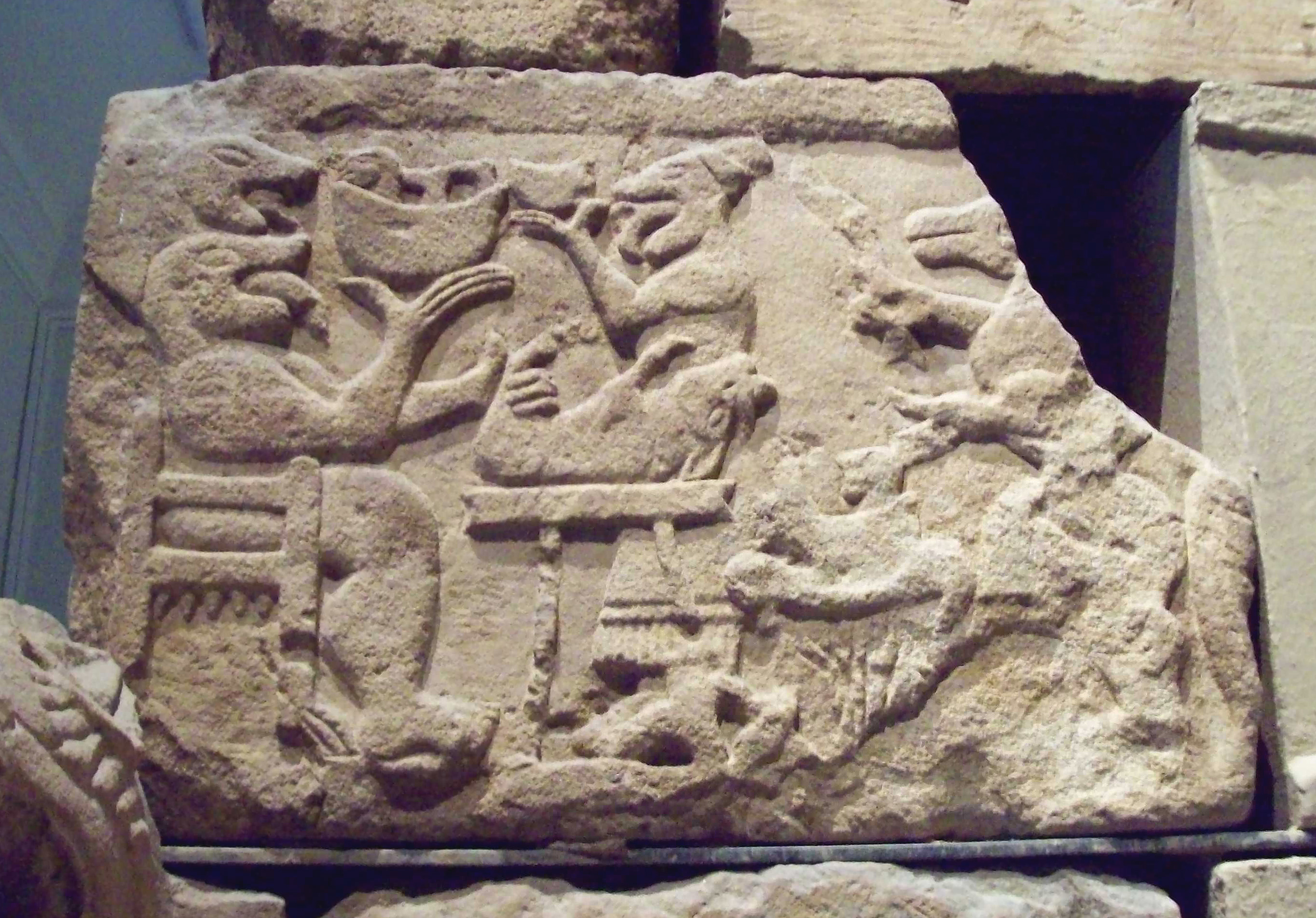
El relieve llamado banquete

- En la cara este figura el relieve conocido como "banquete", que muestra a varios seres de aspecto monstruoso. A la derecha, uno de ellos porta en una mano un cuchillo afalcatado, al tiempo que toca con la otra una cabeza humana que sobresale de un caldero, el cual está sobre lo que parece un fuego. En la parte izquierda del relieve se sitúa, entronizado, otro de estos seres, que aparece con doble cabeza y lenguas bífidas, y que parece dispuesto a engullir a un humano en otro caldero, que sostiene en su mano derecha. Con la izquierda agarra la pata de un jabalí muerto, tendido boca arriba sobre una mesa. En el centro de la composición, un tercer ser le ofrece al anterior otro cuenco. Para autores como Olmos y Chapa, este relieve, como parte de una "heroización" del rey o jefe enterrado, representaría un peligro extremo de ultratumba del que aquel lograría escapar.[1][2] Otros, como Blázquez y Heider, lo han asociado al sacrificio humano infantil de los pueblos semitas, representado aquí por deidades ctónicas que devoran su carne.[3]

En el ritual funerario se da el banquete funerario y como parte del cortejo funerario era muy importante la música. El friso tiene una continuidad, empezando con unos jinetes y acabando con la muerte en sí. En los relieves destaca la figura de la flautista, de la que hay que destacar el traje, que es el ceremonial del mundo ibérico, y el peinado muy elaborado. Existe una despreocupación por el canon, al contrario que en el mundo griego. Tiene los ojos almendrados y lleva un cinturón decorado con olas de origen cretense.
Se estima que otras esculturas iberas emblemáticas, también halladas en la zona, como la Bicha de Balazote, las Esfinges gemelas de El Salobral o la Esfinge de Haches, formaban parte de monumentos turriformes similares.

## Análisis artístico-histórico del monumento

### Hallazgo y excavación
Los primeros hallazgos fortuitos se produjeron a comienzos del siglo XX, aunque no fue hasta finales del año 1970 cuando aparecieron sillares con relieves en la superficie al roturar las tierras. Es por ello que el dueño de la finca decidió suspender dichas labores y avisar a las autoridades del Museo Arqueológico Nacional y el de Albacete. Gracias a la sensibilidad artística del dueño de la finca se pudo llevar a cabo una prospección del lugar, así como estudios topográficos e iniciar una excavación arqueológica. Dicha excavación estuvo dirigida por el director a la sazón del Museo Arqueológico Nacional, quien publicó también los primeros estudios sobre el monumento, cuya versión más completa y extensa se encuentran en una revista del Instituto Arqueológico Alemán de 1983. Los datos que se ofrecen a continuación son una síntesis de sus estudios.

### Localización
Dicho monumento se localiza en un punto estratégico que constituye un cruce de caminos entre la vía que unía Cartago Nova con Complutum y la Vía Heraclea que unía Cádiz (antigua Gadir) con el Levante.
Además, el monumento nos confirmó el carácter orientalizante de la cultura ibera en sus comienzos y permitió esclarecer su estructura social y política. También se aumentaron los conocimientos sobre las necrópolis ibéricas.
Se conocen muy pocos monumentos turriformes en la península ibérica, apenas existen unos 30 ejemplos, lo cual demuestra su vinculación a una estructura de tipo regio.

### Estudio del lugar
El monumento se encontró derruido, con los sillares por tierra, aunque se pudo llevar a cabo una reconstrucción del mismo gracias al basamento in situ y al análisis de la posición de los sillares, que parece ser se encontraban en la posición en la que cayeron originariamente.
Se construyó sobre una base escalonada de tres escalones, de 3,65 metros de lado. Se sabe que en total midió 10 metros de altura. La torre de planta cuadrada estaba apoyada sobre cuatro leones esculpidos en los sillares de las esquinas.
Por otro lado, el difunto se incineró in situ y se han encontrado restos del ajuar con exquisitas piezas griegas como una jarra de tipo enócoe de bronce, un kílix y un lécito áticos.
El monumento se levantó directamente sobre la pira funeraria o Bustum, a cuyo alrededor había un recinto de guijarros en forma de taurodermis o de lingote de cobre chipriota, elemento orientalizante ya presente en la cultura de Tartessos y en altares como los de Cancho Roano.
Probablemente se trate de la tumba real de un príncipe o régulo indígena. El monumento era la representación del alma del rey o príncipe divinizado. El monumento tiene muchas implicaciones desde el punto de vista ideológico y sociocultural; muestra la ideología sagrada y política del pueblo ibero, donde los dirigentes eran heroizados y sacralizados. Y ejemplifica asimismo la división jerarquizada de la sociedad y su organización monárquica.

### Cronología
El monumento fue levantado en torno al 500 a. C. El ajuar tiene una cronología de en torno al 500 a. C.; por tanto, es una fecha post quem para datar el monumento. Es el monumento ibérico más antiguo y el mejor conservado. En torno a él y encima se desarrolló una necrópolis ibérica.

## Réplica del sepulcro de Pozo Moro

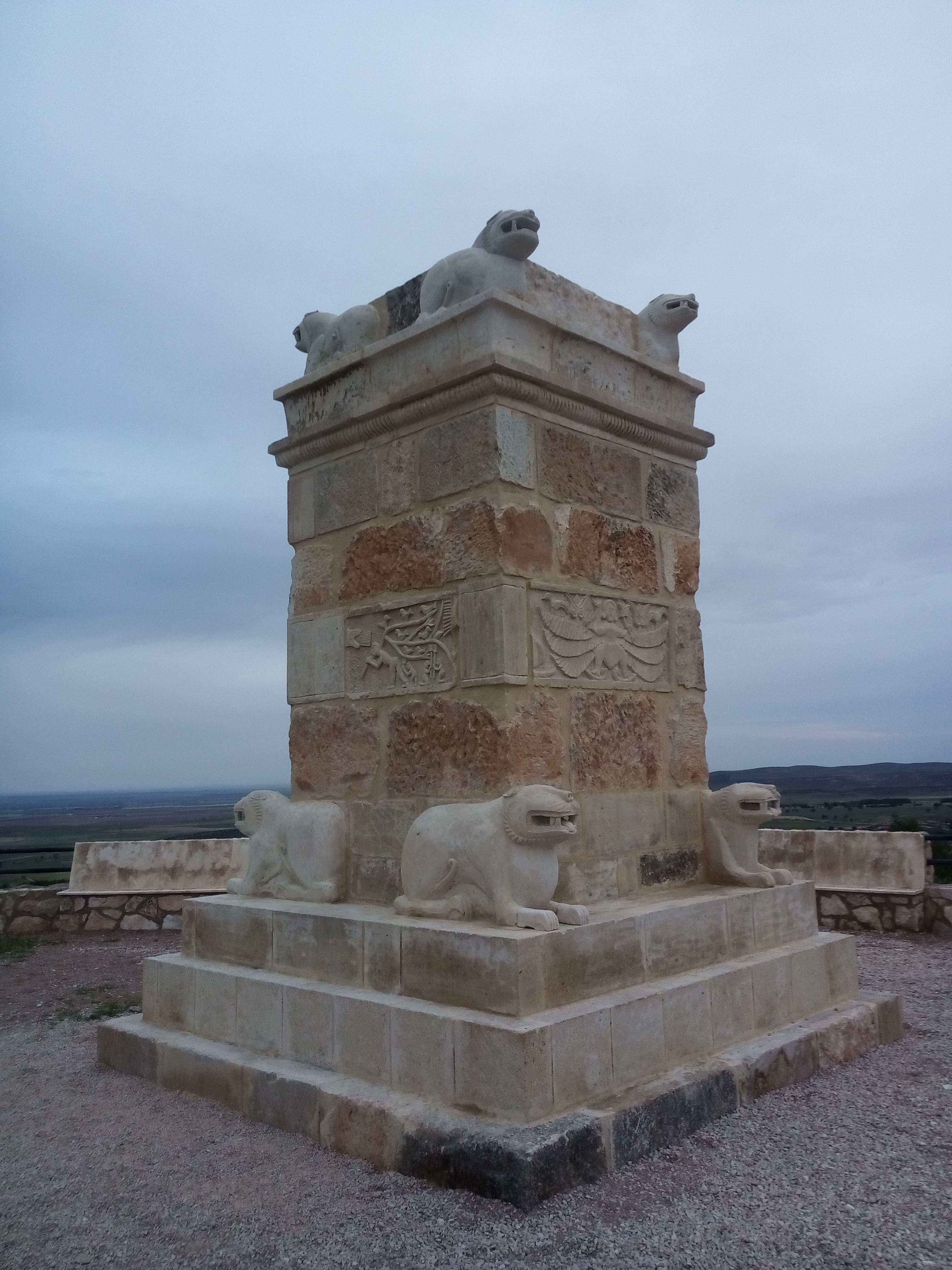
Réplica del sepulcro de Pozo Moro

En mayo de 2018 se inauguró una réplica del sepulcro de Pozo Moro (38°55′18.30″N 1°43′49.4″O / 38.9217500, -1.730389) en las afueras de Chinchilla de Montearagón. Obra del cantero Francisco Carrión, se ubica en un nuevo mirador construido ex profeso para albergarlo, cerca del castillo.